# Туринская Слобода
Тури́нская Слобода́ — село в Свердловской области России, административный центр Слободо-Туринского района и Слободо-Туринского сельского поселения. 
Расположена на 106,3 км северо-западнее Тюмени (по Ирбитскому тракту) на реке Туре.

## История
Основание села
Строительство слободы, первоначально названной Давыдовской, началось в 1646 году слободчиком Давыдом Андреевым. Основана на половине пути между городами Туринском и Тюменью с целью укрепления восточных границ государства и развития хлебопашества в Сибири. Находилась на государевой дороге в Сибирь, проходящей через Соликамск, Верхотурье (Бабиновская дорога) и Тюмень. Постепенно утратила стратегическое значение в связи с прокладкой нового Сибирского тракта через город Екатеринбург, основанный в 1723 году.
Центр волости
С 1782 года становится центром Слободо-Туринской волости Туринского уезда Тобольской губернии. 
Крестьяне слободы выращивали главным образом рожь. Развивались кустарные промыслы: кузнечное дело, ткачество, рогожный промысел. Туринская Слобода — родина сибирского парового судостроения: в 1837 году купец второй гильдии Наум Андреевич Тюфин (1812—1880) на незатопляемой излучине реки Туры построил первый в Сибири пароход «Основа».
В 1860 г. была построена каменная одноэтажная трехпрестольная церковь. Главный придел был освящен во имя Архистратига Михаила, левый во имя св. aп. Иоанна Богослова и правый во имя Алексия человека Божия. При церкви имелся переносной престол в честь всех святых, на котором совершалось богослужение в часовнях деревень, входивших в приход: Каржавиной, Храмцовой, Фалиной, Марковой, Красноярской, выселке Малиновском, участке Ишкульском, деревне Клюсовой. Для причта церкви в 1908 — 1909 гг. были построены два дома. Церковь была закрыта в 1940 г. и затем снесена. 
В 1905 году в слободе была открыта школа. В 1913 году было две церковно-приходские и одна министерская школы.
Районный центр
До 1920 года Туринская Слобода находилась в пределах Тобольской губернии. С 1923 года — центр Слободо-Туринского района Свердловской области, созданного на базе сел Куминовское, Слободо-Туринское, Краснослободское и Усть-Ницинское.
К концу 1929 года на территории района существовало 105 колхозов и совхозов. В 30-е годы в Слободе Туринской была создана МТС. В 1937 году в список участников первой выставки ВДНХ от района попали колхозы и фермы.
В 1928 году в районе появилась первая кинопередвижка. В 1929 года был построен районный дом просвещения.  В 1931 году в районе было установлено 30 радиоточек.
Во время Великой Отечественной войны из Слободо-Туринского района было призвано 4351 человек, не вернулось 2662 из них. В тылу образовались тракторные бригады для сбора хлеба. Слободо-Туринский промкомбинат изготовлял для солдат Красной Армии лыжи, валенки, шил фуфайки и бельё. Дети собирали колоски, золу, выращивали табак, шили кисеты. В район прибывали эвакуированные.
В 1960 году район был электрифицирован. В 1964 году начала действовать строительная организация МПМК, открылось Слободо-Туринское ГПТУ (ныне Аграрно-экономический техникум). В 1970 году вступила в строй магистраль Туринск-Туринская Слобода. В эти годы району дважды присуждено первенство области по строительству дорог с вручением переходящего Красного Знамени. В 1978 году Слободо-Туринский район посетил Б. Н. Ельцин – тогда первый секретарь Свердловского обкома КПСС. Он вручил Переходящее Красное Знамя и Диплом ЦК КПСС первому секретарю.
В 1995 году, в ходе референдума граждане района проголосовали за создание МО «Слободо - Туринский район». В 1996 году к 350-летию Туринской Слободы был объявлен конкурс по созданию Герба Туринской Слободы. Впервые в истории района прошли выборы в районную Думу.

## Экономика
Маслодельный завод являлся первым предприятием по производству сухого молока в Свердловской области. В 1980 году освоен выпуск казеина.

## Достопримечательности
- Мемориал Памяти — возведён в 1975 году к 30-летию Победы советского народа в Великой Отечественной войне 1941-1945 годов по эскизу местного художника Кожевина Сергея Александровича. В 2013 году отреставрирован на средства Почётного строителя России Кручинина Александра Аркадьевича[7].
- Слободо-Туринский районный историко-краеведческий музей[8].

## СМИ
Общественно-политическая газета Слободо-Туринского района «Коммунар». Издаётся с 1930 года
.